# Tubsockor

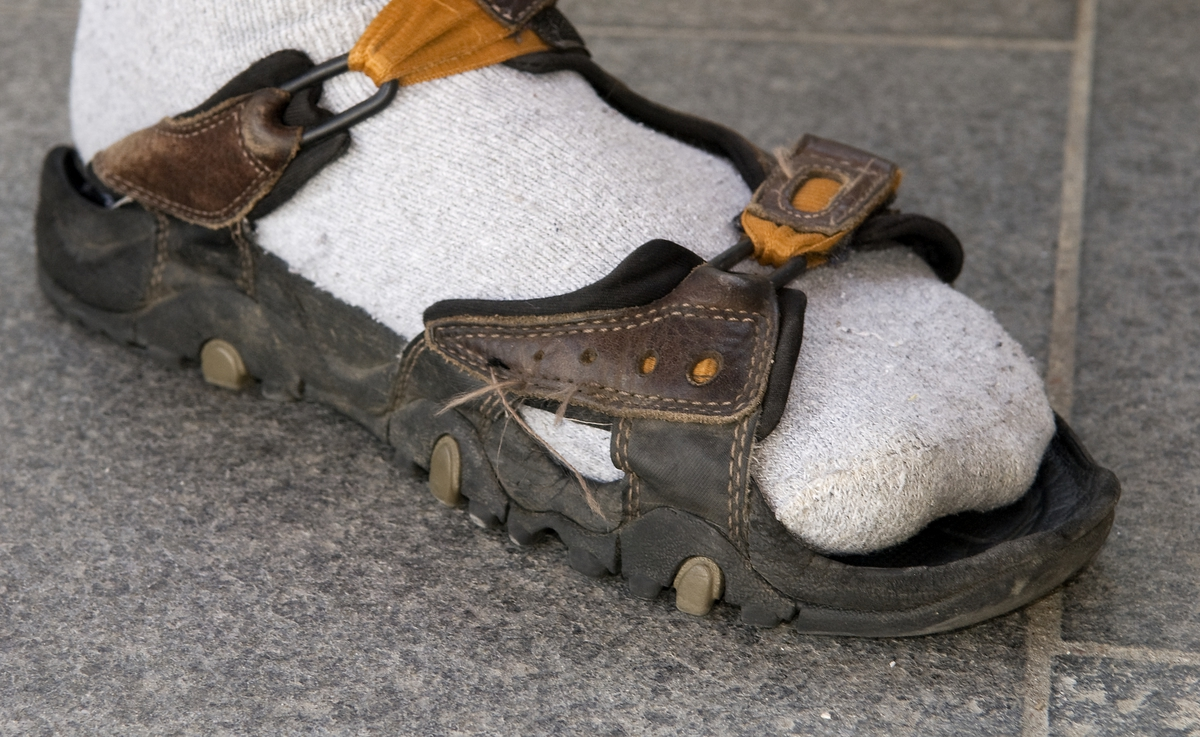
En tubsocka i en sandal.

Tubsockor är en typ av sockor utan häl. De ser alltså, då de inte sitter på en fot, ut som en tub. Tubsockor är oftast vita och används framför allt vid idrott och andra fritidsaktiviteter. I Sverige ingick tubsockor även i det allmänna vardagsmodet under 1980-talet.